# Lissonota xuthosoma
Lissonota xuthosoma là một loài tò vò trong họ Ichneumonidae.